# Женев'єва Елізабет Дісдері
Женев'єва Елізабет Дісдері (до шлюбу Франкарт, бл. 1817—1878) — французька піонерка фотографії, одна з перших професійних фотографок у світі, почала фотографувати лише трохи пізніше за Берту Бекманн та Бриту Софію Гесселі. Авторка 28 знімків Бреста, переважно архітектурних, опублікованих як збірка Брест та його околиці (Brest et ses Environs) в 1856 р.

## Життєпис
Женев'єва Елізабет Франкарт народилася у Франції у 1817 році в родині промисловця Ніколя Франкарта та Женев'єви Жозефіни Тернуа, її батько працював у місті Брест і помер у квітні 1832 року. 
Познайомившись з французьким фотографом-дагеротипістом Адольфом Діздері, одружилася з ним в 1843 році. Народила шістьох дітей, з яких вижив лише один син.

## Фотокар'єра
Женев'єва Франкарт вже мала досвід професійної фотографки, коли почала співпрацю з чоловіком. У 1848 році вони переїхали до Бреста і відкрили студії дагеротипу. Отримували й матеріальну підтримку брата Елізабет, що був заступником комісара у Бресті. 
У 1852 році чоловік покинув місто, щоб відкрити студію в Парижі через політичні та фінансові труднощі. Елізабет Дісдері залишилася в Бресті й продовжувала керувати ательє самостійно до кінця 1860-х. За роки самостійної творчості Дісдері створила та освоїла багато технік. Вона підтримувала свою студію, випускаючи carte de visite, який складався з маленької картинки, закріпленої на картці (запатентовані чоловіком картки, які в кінці 1850-х стало популярним збирати та обмінювати).
У цей час фотографи в основному виготовляли портретні фотографії. Фотографії на відкритому повітрі були дуже рідкісними, час експозиції був занадто довгим, а матеріалів, необхідних для його виготовлення, були занадто складними. Попри все це, Дісдері зробила собі ім'я, створивши два найпопулярніші знімки природи свого часу. Світлини називались «Руїни абатства Пуент-Сент-Матьє поруч із Брестом» та «Цвинтар Плугастель» і зображали архітектуру та людей. Обидві датуються 1856 роком, але підписана лише перша. Обидва знімки зроблені з новою колодійною технікою, яку, як вважається, Дісделі вивчила разом з чоловіком у Парижі. Пізніше фотографії придбав американський колекціонер Джордж Кромер.
У 1872 році Женев'єва Дісдері переїхала до Парижа, відкривши власну студію на вулиці Бак, де їй, можливо, допомагав син Жуль. 
Торгові списки вказують на те, що вона продовжувала керувати студією до своєї смерті в паризькій лікарні 18 грудня 1878 у 61 рік.

## Галерея

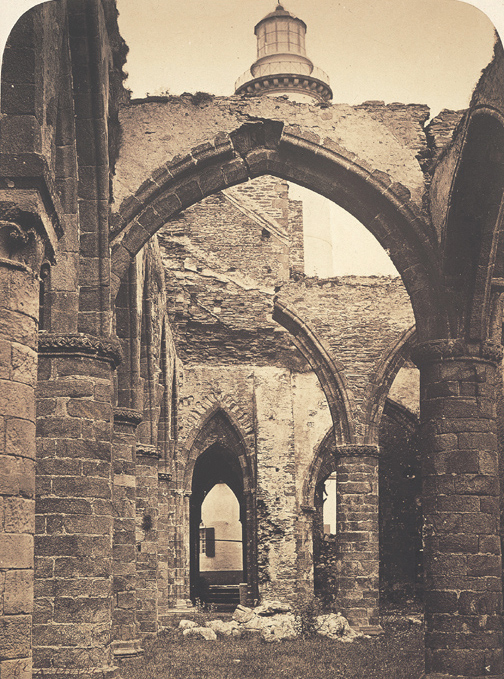
Руїни абатства Пуент-Сент-Матьє поруч із Брестом
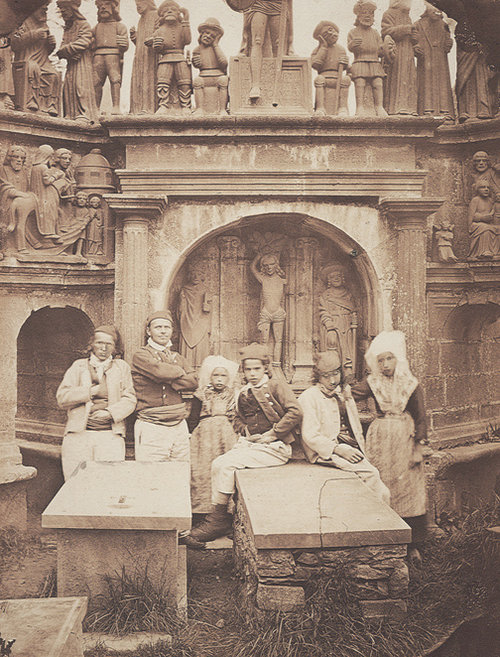
Цвинтар Плугастель